# Handbol Torrevella
L'Handbol Torrevella (oficialment Balonmano Torrevieja, en castellà), és un equip esportiu ubicat a la ciutat de Torrevella, al Baix Segura. Juga a la lliga Asobal, la màxima divisió de l'handbol estatal. El seu estadi és el Palau dels Esports SAR Infanta Cristina, amb un aforament de 4.500 espectadors. La seua primera equipació es compon de pantalons i samarreta blava, mentre la segona ès de color roig. El seu president ès Alfredo Mercader. En 2012 renuncià a la plaça a la Lliga i baixà tres categories per problemes financers.

## Història
El Club Balonmano Torrevieja va ser fundat en 1973 com a Grupo de Empresas Torrevieja. L'equip va jugar en categories regionals fins 1988 quan va promocionar a Segona nacional. Va jugar per primer cop a la Lliga ASOBAL en 2002–03 i va mantenir la categoria fins 2012 quan fou dissolt degut als deutes i problemes econòmics.

## Darreres temporades
- 2002-2003 16è Lliga Asobal (Descens)
- 2003-2004 Div. Honor B (Ascens)
- 2004-2005 13è Lliga Asobal
- 2005-2006 8è Lliga Asobal
- 2006-2007 9è Lliga Asobal
- 2007-2008 9è Lliga Asobal
- 2008-2009 12è Lliga Asobal
- 2009-2010 12è Lliga Asobal
- 2010-2011 11è Lliga Asobal
- 2011-2012 9è Lliga Asobal

## Jugadors destacats
- Diego Simonet
- Dimitrije Pejanović
- Nikola Prce
- Damir Opalić
- Eduardo Gurbindo
- Alberto Val
- Tonči Valčić
- Rodrigo Salinas Muñoz
- Birkir Guðmundsson
- Endre Nordli
- Eivind Nygaard
- Cornel Durău
- Jani Čop
- Uroš Mandić
- Mirko Stojanović
- Magnus Jernemyr
- Ivan Vukas
- Milan Rašić
- Rene Bach Madsen